# 卡羅萊納肖爾斯 (北卡羅萊納州)
卡羅萊納肖爾斯（英語：Carolina Shores）是一個位於美國北卡羅萊納州不倫瑞克縣的城鎮。

## 人口
根據2020年美國人口普查的數據，卡羅萊納肖爾斯的面積為7.45平方千米，當中陸地面積為7.44平方千米，而水域面積為0.01平方千米。當地共有人口4588人，而人口密度為每平方千米616人。